# 크리스 클라인
크리스 클라인(Chris Klein, 1979년 3월 14일 ~ )은 미국의 배우이다.

## 출연 작품

### 영화
- 일렉션 (1999)
- 아메리칸 파이 (1999)
  - 아메리칸 파이 2 (2001)
  - 아메리칸 파이: 19금 동창회 (2012)
- 위 워 솔저스 (2002) - 잭 게이건 소위 역
- 유나이티드 스테이츠 오브 리랜드 (2003)
- The Competition (2018)

### 텔레비전
- 플래시 (2018-19)
- 스위트 매그놀리아 (2020-현재)